# 경신중학교 (서울)
경신중학교(儆新中學校)는 대한민국 서울특별시 종로구 혜화동에 있는 사립 중학교로, 이 학교는 조선 시대 말기였던 1885년에 첫 개교하였다.

## 학교 연혁
- 1885년 : 미국 북장로교회 선교사 원두우(H.G.Underwood) 목사 창설로 정동 32번지에 설립하고 언더우드학당이라 칭함
- 1905년 : 교명을 경신학교로 개명
- 1909년 8월 : 구 대한제국 학무부 사립학교령에 의하여 사립 경신학교 인가를 받음
- 1941년 3월 15일 : 연지동에서 정릉동으로 이전
- 1951년 8월 31일 : 교육법 개정에 의해 중고를 분리
- 1955년 4월 1일 : 정릉동에서 현재의 교지 혜화동 5-119번지로 이전
- 1955년 6월 20일 : 재단법인 경신학원의 인가를 받고, 초대 이사장에 전필순 목사 취임
- 1964년 4월 25일 : 재단법인 경신학원을 학교법인 경신학원으로 변경
- 1989년 5월 17일 : 도서관 5층 410평을 준공
- 1999년 3월 2일 : 학교급식소를 설치하고 전교생에게 급식 실시
- 2001년 10월 13일 : 도서관 정보화 및 디지털 자료실을 개관
- 2004년 5월 29일 : 축구부 생활실을 준공
- 2004년 9월 4일 : 축구부 생활관(211.2m2)을 증축
- 2008년 9월 22일 : 학생식당 만나홀(Manna Hall)을 개관
- 2010년 4월 19일 : 제5대 이사장에 이효종 장로 취임
- 2013년 9월 9일 : 특별실을 증축
- 2014년 2월 28일 : 제24대 교장에 이희철 장로 취임
- 2020년 9월 1일 : 제25대 교장에 이경희 선생 취임

## 참고 자료
- 경신중학교 - 한국교육학술정보원 학교알리미